# Pierre noire (islam)
Pour les articles homonymes, voir Pierre noire.

La pierre noire (arabe : الْحَجَرُ ٱلْأَسْوَدُ al-Ḥajar al-Aswad, ourdou : سنگ سیاہ, Sang-e-Sayah) est enchâssée dans l'angle sud-est de la Kaaba, le monument qui se trouve au centre de la mosquée al-Harâm de La Mecque, en Arabie saoudite. Cette pierre est une relique pré-islamique qui, selon la tradition musulmane, remonte à l'époque d'Adam et Ève.
La pierre est un bétyle qui était vénéré dans l'Arabie préislamique. Elle aurait été placée intacte dans le mur de la Kaaba par le prophète Mahomet en 605, cinq ans avant qu'il ne reçoive sa première révélation. Elle s'est depuis cassée en plusieurs fragments qui ont été cimentés dans un cadre en argent dans le flanc de la Kaaba. Son apparence est celle d'une roche noire avec des teintes rougeâtres, d’environ 30 cm de diamètre, et dont la surface a été polie par les mains de millions de pèlerins. Selon la tradition islamique, elle serait tombée du ciel pour indiquer à Adam et Ève où construire un autel : pour cette raison, elle a souvent été décrite comme une météorite mais les dernières publications à ce sujet tendent à infirmer cette hypothèse, et faute d'analyses, son origine reste indéterminée ; peut-être est-ce une agate.
Les pèlerins font le tour de la Kaaba dans le cadre de la circumambulation (ṭawâf), un des rites du Hajj (pèlerinage). C'est à la hauteur de la pierre noire que commencent et finissent chacun des sept tours de la circumambulation autour de la Ka'ba. Beaucoup de fidèles essayent de s'approcher et d'embrasser la pierre noire pour reproduire le baiser qu'elle aurait reçu de la part de Mahomet. S'ils ne peuvent pas l'atteindre, ils doivent alors se contenter de tendre la main droite vers la pierre, à chacune de leurs sept rotations autour de la Kaaba.

## Description physique

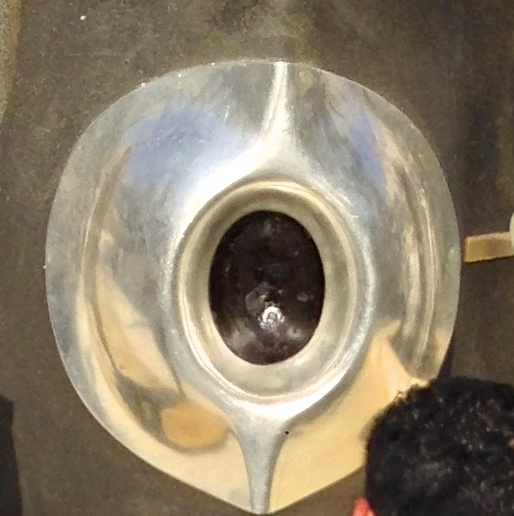
La Pierre noire, exposée dans le flanc sud-est de la Kaaba.

La pierre noire est enchâssée à l'angle sud-est du monument, à une hauteur d'un mètre et demi à partir du sol. L'endroit où s'insère la pierre est de couleur blanchâtre. La pierre est noire seulement sur sa surface apparente, le reste de la roche étant de couleur blanche.
D'un diamètre de 30,5 cm, elle est composée de plusieurs fragments enchâssés dans une armature en argent, elle-même accrochée à la pierre par des clous en argent. Certains des plus petits fragments ont été cimentés ensemble pour former les sept ou huit fragments visibles. La pierre mesure 30 cm sur 40 et sa face exposée, 20 cm par 16. Sa taille initiale est inconnue car les données la concernant ont fortement changé et elle a subi de multiples modifications. Au Xe siècle, un observateur rapporta qu'elle mesurait une coudée de long (un peu plus de 46 cm). Au début du XVIIe siècle, les documents indiquent qu'elle mesurait 140 cm par 122. Ali Bey indiqua au XVIIIe siècle qu'elle avait une hauteur de 110 cm et Méhémet Ali rapporta que sa taille était de 76 cm en longueur par 44 cm en largeur.
La pierre noire est décrite pour la première fois en Europe au XIXe siècle par des voyageurs européens qui visitèrent la Kaaba en se faisant passer pour des pèlerins. L'explorateur suisse Jean Louis Burckhardt visita La Mecque en 1814 et donna une description détaillée dans son livre Voyages en Arabie publié en 1829 :

« Elle est de figure ovale irrégulière, à peu près de sept pouces de diamètre, et a une surface ondulée, composée d'une douzaine de petites pierres de dimensions et de formes différentes, bien jointes ensemble par une petite quantité de ciment, et parfaitement polie ; son aspect ferait croire qu'elle a été brisée par un coup violent en plusieurs morceaux, puis réunie de nouveau. Il est très difficile de déterminer avec exactitude la nature de cette pierre, dont la surface a été usée et réduite à son état actuel par les baisers et les attouchements de plusieurs millions de pèlerins, Elle me parut ressembler à une lave, contenant plusieurs petites particules hétérogènes d'une substance blanchâtre et d'une autre jaunâtre. Sa couleur actuelle est un brun sombre et rougeâtre, qui se rapproche du noir ; elle est entourée complètement d'une bordure composée d'une substance que je pris pour un ciment compact de poix et de gravier ; également de couleur brunâtre, mais un peu différente. Cette bordure qui sert à maintenir les morceaux détachés, a deux à trois pouces de large, et s'élève un peu au-dessus de la surface de la pierre. La pierre et la bordure sont bordées tout autour d'une plaque d'argent plus large en bas qu'en haut, et offrant des deux côtés un renflement considérable par en bas, comme si une partie de la pierre était cachée dessous. Le bas de cette plaque est garni de clous d'argent,. »

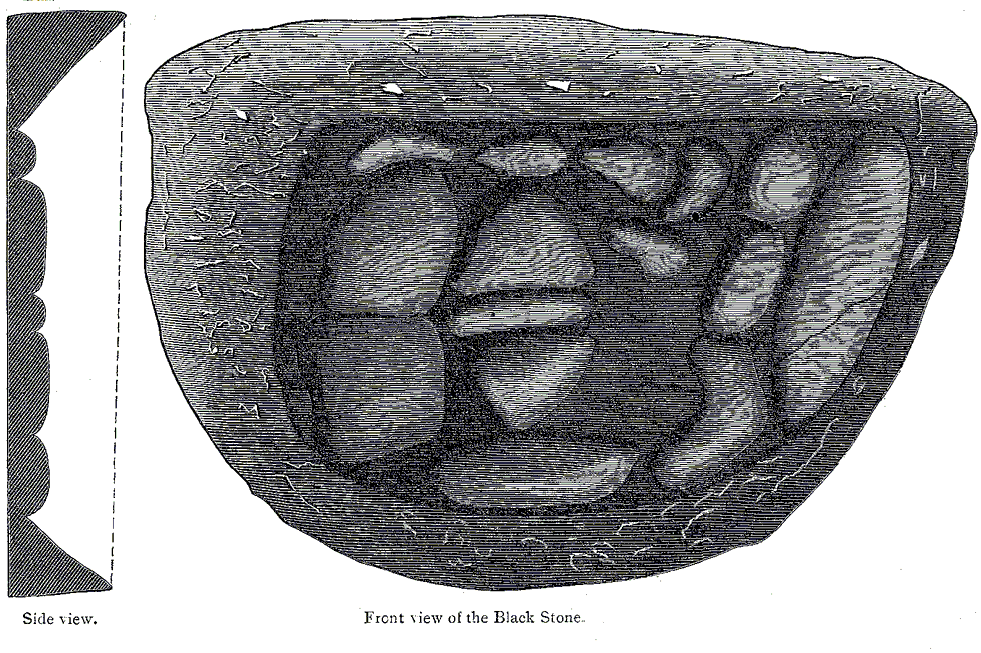
Croquis de la pierre noire réalisé au milieu du XIXe siècle.

Lors de sa visite de la Kaaba en 1853, Sir Richard Francis Burton nota :

« La couleur m'a paru noire et métallique et le centre de la pierre était enfoncé de deux pouces par rapport à l'encadrement métallique. Les bords sont formés d'un ciment rouge sombre qui se trouve presque au niveau du métal et descendent vers le centre de la pierre. L’encadrement est maintenant formé d'une arche massive en or ou en argent doré. J'ai noté que l'ouverture où se trouve la pierre a une largeur d'un empan et de trois pouces. »

Anton von Laurin, le consul-général autrichien en Égypte, put étudier un fragment de la pierre retiré par Méhémet Ali en 1817 et rapporta qu'elle avait un extérieur complètement noir et un intérieur gris-argenté légèrement granuleux où étaient incrustés de petits cristaux d'un matériau vert sombre. Il existe quelques points blancs et jaunes sur la face de la pierre et elle est officiellement décrite comme étant complètement blanche à l'exception de la face.
L'encadrement autour de la pierre noire et la kiswa, l'étoffe enveloppant la Kaaba, ont été entretenus durant des siècles par les sultans ottomans du fait de leur rôle de Gardien des deux Mosquées saintes. Ces éléments sont périodiquement remplacés à cause de l'usure causée par les manipulations des pèlerins. Ils sont alors ramenés à Istanbul et conservés avec les Reliques Sacrées du palais de Topkapı.

## Histoire et tradition

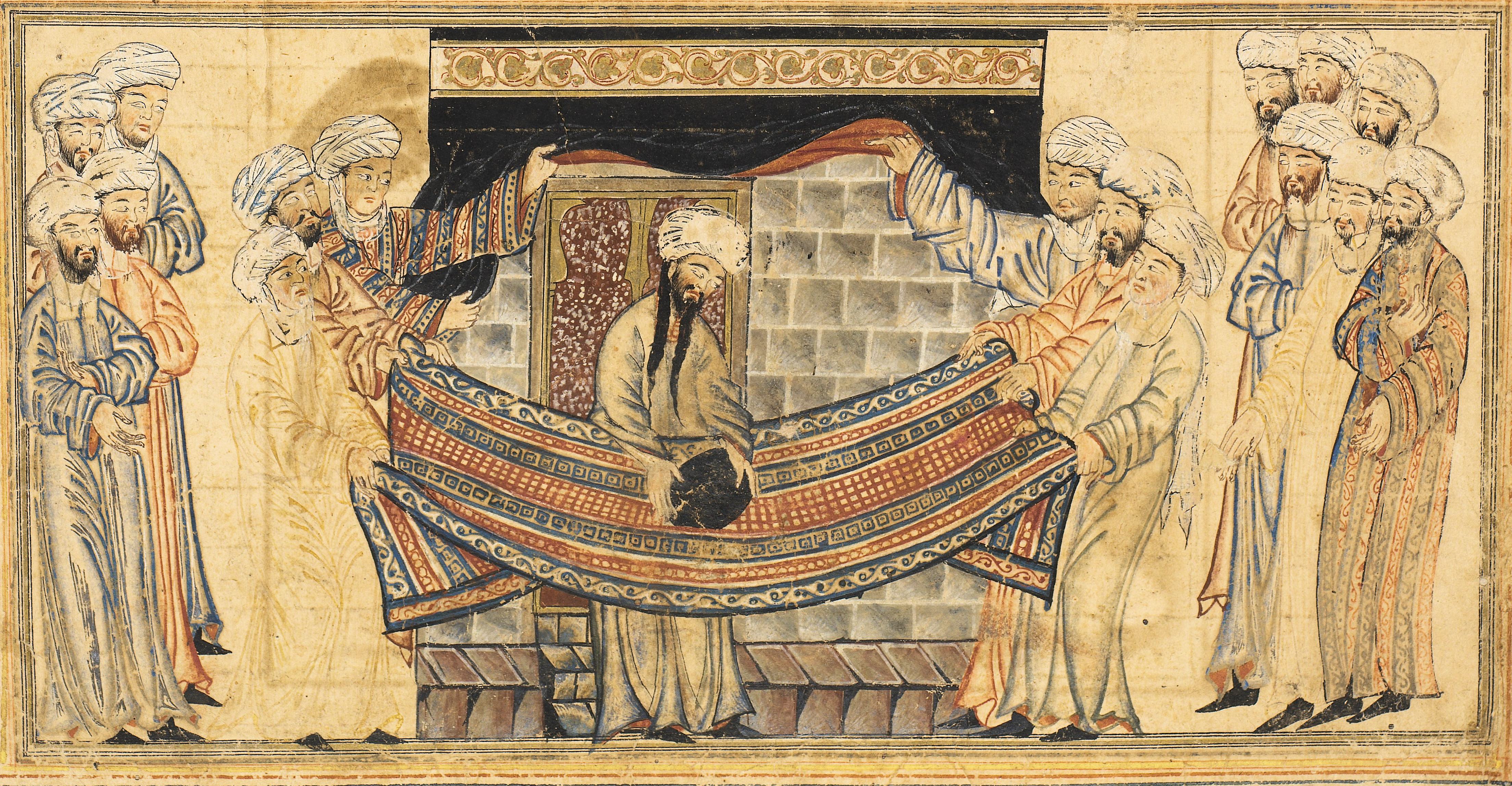
Enluminure islamique du XIVe siècle tirée du Jami al-tawarikh, inspirée du récit de la remise en place de la pierre noire par Mahomet et les aînés des clans de La Mecque.

La pierre noire était vénérée avant la période islamique. À l'époque de Mahomet, elle était déjà associée avec la Kaaba, un sanctuaire pré-islamique qui faisait l'objet de pèlerinages. Dans son livre, Islam: A Short History, Karen Armstrong avance que la Kaaba était dédiée à Houbal, une divinité nabatéenne, et qu'elle contenait 360 idoles qui représentaient soit les jours de l'année soit des effigies du panthéon arabique. Les cultures sémites du Moyen-Orient utilisaient traditionnellement des pierres inhabituelles pour marquer des lieux de vénération, une pratique citée dans le Coran. Une « pierre rouge » était associée avec la divinité de la ville de Ghaiman dans le sud de l'Arabie et il y existait une « pierre blanche » dans la Kaaba d'al-Abalat (près de la ville de Tabala, au sud de La Mecque). Les pratiques religieuses de cette époque étaient souvent associées avec la vénération des pierres, des montagnes, des formations géologiques particulières ou des arbres caractéristiques. La Kaaba marquait l'endroit où le monde sacré rencontrait le monde profane et la pierre noire était un symbole supplémentaire de ce contact entre le divin et le terrestre.

On attribue à Mahomet l'installation de la pierre noire dans le mur de la Kaaba. Un récit issu du Sirah Rasul Allah de Ibn Ishaq relate comment les clans de La Mecque ont rénové la Kaaba à la suite d'un incendie qui avait partiellement détruit la structure en 605. La pierre noire avait temporairement été retirée pour faciliter les travaux. Les clans n'étaient cependant pas d'accord pour savoir lequel d'entre eux aurait l'honneur de remettre la pierre noire à sa place. Ils décidèrent de confier cette tâche au premier homme qui entrerait dans le sanctuaire et cette personne fut Mahomet, alors âgé de 35 ans, cinq ans avant qu'il n'ait sa première révélation. Il demanda qu'on lui apporte une étoffe et plaça la pierre noire en son centre. Les aînés des clans prirent les coins du drap et l'emmenèrent au bon endroit. Mahomet prit alors la pierre et la remit en place, satisfaisant ainsi l'honneur de tous les clans.

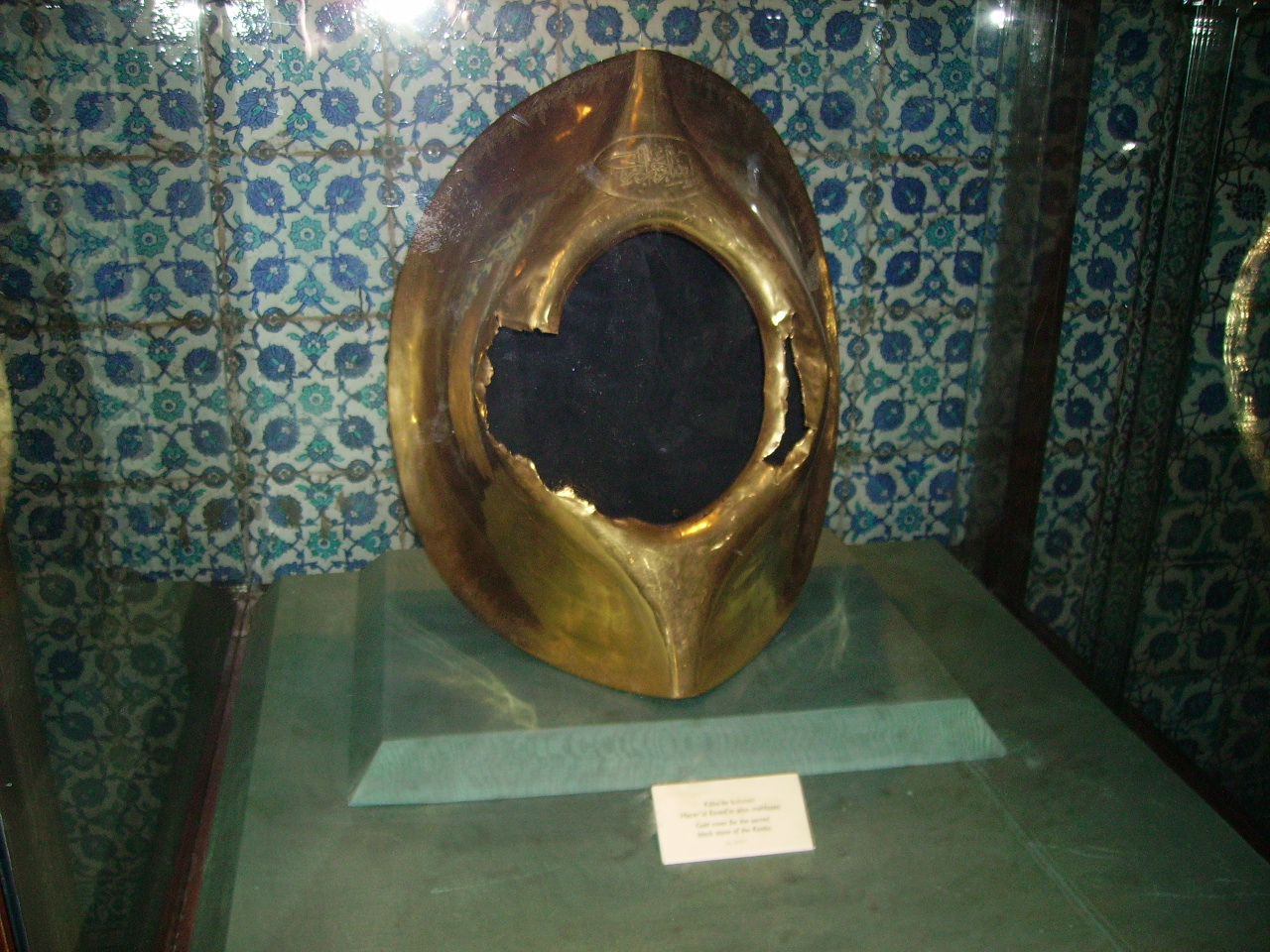
Un ancien cadre de la pierre noire, conservé au musée du Palais de Topkapı, à Istanbul.

La pierre subit plusieurs profanations et dommages au cours des siècles. Elle aurait été touchée et fracassée par une pierre lancée par une catapulte durant le siège omeyyade de La Mecque en 683. Les fragments furent rassemblés par Abd Allah ibn Zubayr avec un ligament en argent. En janvier 930, la pierre fut volée par des Qarmates qui l'emmenèrent dans leur base à Hajar (actuel Bahreïn). Selon l’historien ottoman du XIXe siècle, Qutb al-Din, le chef des Qarmates Abu Tahir al-Qarmati plaça la pierre noire dans sa propre mosquée, le Masjid al-Dirar, avec l'intention de détourner le Hajj de La Mecque. Cela échoua car les pèlerins continuèrent de prier en direction de l'emplacement où se trouvait la pierre auparavant.
Selon l’historien du Xe siècle, Al-Juwani, la pierre fut rendue 23 ans plus tard en 952. Les Qarmates conservèrent la pierre noire et demandèrent une forte rançon aux Abbassides. Elle fut emballée dans un sac et envoyée à la mosquée du vendredi de Koufa avec un message indiquant « Par ordre nous l'avons prise et par ordre nous l'avons ramenée ». Son enlèvement et son déménagement causèrent de nouveaux dommages et la pierre fut brisée en sept morceaux,,. D'après Qutb al-Din, Abu Tahir « fut atteint par la gangrène, sa chair fut dévorée par les vers et il mourut dans d'atroces souffrances ».
Au XIe siècle, un homme supposément envoyé par le calife fatimide Al-Hakim bi-Amr Allah, tenta de briser la pierre noire mais fut immédiatement tué sans qu'il n'ait eu le temps de causer de gros dégâts. Selon Johann Ludwig Burckhardt, quelqu'un macula la pierre noire avec des excréments en 1674 pour que « quiconque l'embrasse ait la barbe souillée ». Les Perses chiites furent suspectés d'être responsables mais Richard Francis Burton doutait qu'ils soient les coupables ; il attribua l'acte à « quelque juif ou grec qui risqua sa vie pour satisfaire une furieuse intolérance ».
L'historien Maurice Gaudefroy-Demombynes rapporte que lorsque les wahhabites prirent La Mecque aux forces ottomanes vers 1800, ils saccagèrent la Kaaba et foulèrent la pierre noire de leurs pieds.

## Rôle rituel

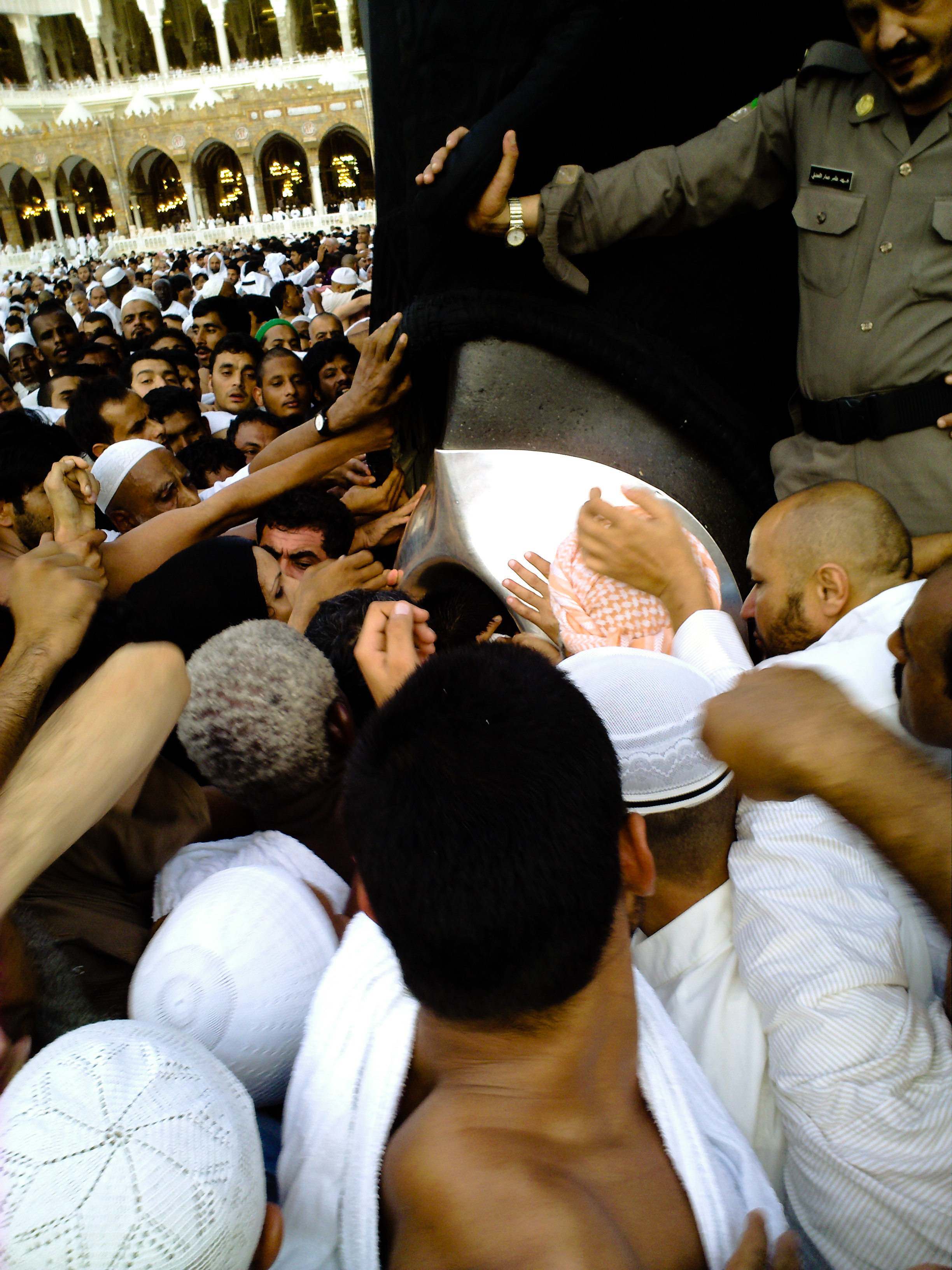
Pèlerins essayant de toucher la pierre noire enchâssée (2009).

Lors du Hajj les pèlerins doivent faire sept fois le tour de la Kaaba dans le sens inverse des aiguilles d'une montre (tawaf). Ils tentent d'embrasser la pierre noire sept fois, une pour chaque rotation. La pierre noire en elle-même n'est ni adorée, ni vénérée par ces pèlerins, ce rite leur permet de reproduire les actions de Mahomet pour en perpétuer sa tradition. Du fait de la forte affluence actuelle, il est impossible que tout le monde puisse embrasser la pierre et il est donc acceptable pour les pèlerins de simplement tendre la main dans la direction de la pierre à chaque tour de la Kaaba. Certains disent même que la pierre noire doit simplement être considérée comme un repère, utile pour garder le compte des circumambulations réalisées.
Dans Dawn in Madinah: A Pilgrim's Progress, l'érudit Muzaffar Iqbal décrivit son expérience avec la pierre noire lors de son pèlerinage à La Mecque :

« À la fin de la seconde [circumambulation de la Kaaba], j’ai profité de l'un de ces moments extraordinaires qui se produisent parfois autour de la pierre noire. Alors que j’approchai l'Angle, la large foule fut soudainement repoussée par un homme corpulent qui venait juste d'embrasser la pierre noire. Cela a créé un mouvement de recul et une ouverture temporaire autour de la pierre noire alors que je m'en approchai ; j'ai rapidement saisi l'opportunité, récité Bismillahi Allahu akbar wa lillahi-hamd [« Au nom de Dieu, Dieu est le plus grand et toutes les louanges sont à Dieu »], posé mes mains sur la pierre noire et je l'ai embrassée. Des milliers de lignes d’argent ont scintillé, la pierre a brillé et quelque chose s'est réveillé au plus profond de moi. Quelques secondes sont passées puis j'ai été repoussé par le garde. »

Pour faciliter l'accomplissement du rite aujourd'hui, des lumières vertes ont été placées à la droite des pèlerins, sur des lampadaires localisés dans l'axe parallèle avec des panneaux indicateurs aux niveaux supérieurs de la mosquée. Sur la Ka'ba, l'endroit de la pierre noire est indiqué par quatre lampes accrochées sur la tenture de la paroi sur laquelle est inscrit : Allah Akbar en lettres brodées en or et en argent. Il est ainsi plus facile pour le pèlerin à distance de se tourner vers la pierre noire.

## Symbolisme
La tradition islamique raconte que c'est Gabriel qui l'a apportée du ciel à Abraham pour qu'elle soit placée dans le temple, à la même place qu'aujourd'hui.
La tradition islamique indique ainsi que la pierre serait descendue du Paradis pour montrer à Adam et Ève où construire un autel qui devint le premier temple sur Terre. Les musulmans considèrent que la pierre était initialement pure et d'un blanc étincelant mais qu'elle est devenue noire à cause des péchés humains. L'autel d'Adam et la pierre auraient ensuite disparu lors du Déluge de Noé. Selon Tabari (Ta'rikh, I, 193-194), la Kaaba, pourtant située dans un bas-fond, échappe au déluge  ainsi que la pierre noire encastrée : la construction et la pierre noire sont « exhaussées au ciel ». Abraham l'aurait ensuite retrouvée sur le site original de l'autel d'Adam lors d'une révélation de l'archange Gabriel. Abraham ordonna alors à son fils Ismaël, qui était un ancêtre de Mahomet, de construire un nouveau temple, la Kaaba, pour accueillir la pierre.
S'il n'y a pas de doutes concernant les pratiques litholatriques dans l'Arabie pré-islamique dont la présence de la Pierre noire constitue un reliquat, l'islam pour sa part interdit formellement l'idolâtrie : aucune inhérence divine particulière n'est ainsi attribuée à la Pierre noire. Le rôle de celle-ci dans le Hajj est purement symbolique et aucun pouvoir n'est accordé à la pierre en elle-même. Un hadith rapporte que lorsque le second calife Omar ibn al-Khattâb (580-644) embrassa la pierre, il déclara devant l'assemblée réunie : « Je sais que tu es une pierre et que tu ne peux ni apporter profit ni porter préjudice. Si je n'avais pas vu le messager d'Allah [Mahomet] t'embrasser, je ne t'aurais pas embrassée ». La plupart des musulmans suivent l’exemple d'Omar ; cela n'indique cependant pas un manque de respect pour la pierre noire mais simplement la croyance que le bien et le mal sont uniquement dans les mains de Dieu. En 1911, Muhammad Labib al-Batanuni écrivit que la pratique pré-islamique de vénération des pierres (y compris de la pierre noire) n'apparut pas parce que ces pierres sont « sacrées en tant que telles mais parce que leur relation à quelque chose est sainte et respectée ». L'érudit islamique indien Muhammad Hamidullah résuma la signification de la pierre noire :

« Le Prophète a nommé la (pierre noire) la « main droite de Dieu » (yamin-Allah) et à dessein. De fait, quelqu'un y pose la main pour conclure un pacte et Dieu obtient ainsi notre pacte d'allégeance et de soumission. Dans la terminologie islamique, Dieu est notre roi et ... dans (son) royaume il y a une métropole (Umm al-Qurra) et naturellement un palais s'y trouve (Bait-Allah, maison de Dieu). Si un sujet veut témoigner de sa loyauté, il doit se rendre au palais royal et conclure personnellement un pacte d'allégeance. La main droite du Dieu invisible doit être symboliquement visible. Et cela est le al-Hajar al-Aswad, la pierre noire de la Kaaba. »

Les musulmans sunnites acceptent un hadith qui indique que Mahomet a affirmé que « Par Allah ! Allah l’élèvera (la pierre) au Jour de la Résurrection avec deux yeux par lesquels elle verra et une langue avec laquelle elle parlera, témoignant en faveur de ceux qui l’auront touchée en vérité. ».
Cette quasi-idolâtrie de la pierre résulte en de vifs débats au sein de la communauté musulmane, certains se refusant à ne pas imiter le prophète en tout points dont ses contacts physiques avec la pierre, d’autre condamnant ces actes comme s’apparentant, selon eux, à du shirk.

## Théories scientifiques sur son origine
La nature de la pierre noire a fait l'objet de nombreuses études. Elle a été décrite comme un basalte, une agate, un morceau de verre naturel ou plus fréquemment comme une météorite. Paul Partsch, le conservateur de la collection minéralogique impériale austro-hongroise, a publié la première étude historique de la pierre noire en 1857 et privilégiait une origine météoritique. Robert Dietz et John McHone ont proposé en 1974 que la pierre noire était en fait une agate en s'appuyant sur ses caractéristiques physiques et sur le rapport d'un géologue arabe indiquant que la pierre contient des bandes de diffusion caractéristiques clairement visibles. Un indice significatif quant à sa nature est fourni par un compte-rendu de la récupération de la pierre en 951, 21 ans après qu'elle eut été volée : selon un chroniqueur, la pierre pouvait flotter dans l'eau. Si ce récit est correct alors la pierre noire ne peut être une agate, une lave basaltique ou une météorite et cela pourrait laisser penser qu'elle serait formée de verre ou de ponce.
Elsebeth Thomsen de l'université de Copenhague a avancé une hypothèse différente en 1980 en suggérant que la pierre serait un fragment de verre ou une impactite formé par l'impact d'une météorite il y a quelque 6 000 ans à Wabar dans le désert du Rub al-Khali à 1 100 km à l'est de La Mecque. Les cratères de Wabar sont connus pour abriter des blocs de verre créés par la chaleur et la pression de l'impact et mélangés à des billes d'un alliage de fer et de nickel issus de la météorite (dont la plus grande partie fut détruite lors de l'impact). Certains de ces blocs sont composés de verre noir brillant avec un intérieur blanc ou jaune et des cavités lui permettant de flotter sur l'eau. Les scientifiques n'apprirent l'existence de ces cratères qu'en 1932 mais ils étaient situés près d'une route caravanière venant d'Oman et ils étaient très probablement connus par les habitants du désert. La région était certainement réputée car dans un ancien poème arabe, Wabar ou Ubar (également connue comme la « cité des mille piliers ») était le site d'une fabuleuse cité qui fut détruite par le feu divin à cause de l'immoralité de son roi. Il est donc tout à fait probable que les habitants de la région aient assisté à l'impact si l'âge estimé des cratères est correct. Néanmoins une analyse scientifique réalisée en 2004 indique que l'impact aurait eu lieu il y a moins de 300 ans bien plus récemment que ce que l'on pensait jusque-là. L'hypothèse météoritique est donc aujourd'hui considérée comme douteuse et le musée d'histoire naturelle de Londres suggère qu'il pourrait s'agir d'une pseudométéorite, une roche terrestre à laquelle on attribue à tort une origine extraterrestre.